# スーペルコパ・アルヘンティーナ
スーペルコパ・アルヘンティーナ（スペイン語: Supercopa Argentina）は、アルゼンチンサッカー協会（AFA）が主催する、アルゼンチンで行われるサッカーのスーパーカップ戦である。スーペルリーガ優勝クラブとコパ・アルヘンティーナ優勝クラブが対戦する。

## 歴史
2012年の第1回大会はアルセナルFC（2011-12クラウスーラ優勝）とボカ・ジュニアーズ（コパ・アルヘンティーナ、2011-12アペルトゥーラ優勝）が対戦し、カタマルカで行なわれた試合に0-0 (PK 4-3) で勝利したアルセナルが初代王者となった。

## 結果

### 歴代優勝クラブ
- 太字はスーペルコパ・アルヘンティーナの優勝チーム

| シーズン | リーグ戦優勝クラブ                             | スコア                                         | カップ戦優勝クラブ                             | 開催日                                         | 開催地                                         |
| -------- | ---------------------------------------------- | ---------------------------------------------- | ---------------------------------------------- | ---------------------------------------------- | ---------------------------------------------- |
| 2012     | アルセナル                                     | 0-0 (4-3 p)                                    | ボカ・ジュニアーズ                             | 2012年11月7日                                  | ビセンテナリオ・カタマルカ                     |
| 2013     | ベレス・サルスフィエルド                       | 1-0                                            | アルセナル                                     | 2014年1月31日                                  | フアン・ジルベルト・フネス                     |
| 2014     | ウラカン                                       | 1-0                                            | リーベル・プレート                             | 2015年4月25日                                  | エスタディオ・ビセンテナリオ                   |
| 2015     | サン・ロレンソ                                 | 4-0                                            | ボカ・ジュニアーズ                             | 2016年2月10日                                  | マリオ・アルベルト・ケンペス                   |
| 2016     | ラヌース                                       | 3-0                                            | リーベル・プレート                             | 2017年2月4日                                   | エスタディオ・ウニコ                           |
| 2017     | ボカ・ジュニアーズ                             | 0-2                                            | リーベル・プレート                             | 2018年3月14日                                  | マルビナス・アルヘンティナス                   |
| 2018     | ボカ・ジュニアーズ                             | 0-0 (6-5 p)                                    | ロサリオ・セントラル                           | 2019年5月2日                                   | マルビナス・アルヘンティナス                   |
| 2019     | ラシン・クラブ                                 | 0-5                                            | リーベル・プレート                             | 2021年3月4日                                   | マドレ・デ・シウダデス                         |
| 2020     | COVID-19パンデミックにより中止                 | COVID-19パンデミックにより中止                 | COVID-19パンデミックにより中止                 | COVID-19パンデミックにより中止                 | COVID-19パンデミックにより中止                 |
| 2021     | パンデミックに起因する日程の問題によって非開催 | パンデミックに起因する日程の問題によって非開催 | パンデミックに起因する日程の問題によって非開催 | パンデミックに起因する日程の問題によって非開催 | パンデミックに起因する日程の問題によって非開催 |
| 2022     | ボカ・ジュニアーズ                             | 3-0                                            | パトロナート                                   | 2023年3月1日                                   | マドレ・デ・シウダデス                         |
| 2023     | リーベル・プレート                             | 2-1                                            | エストゥディアンテス                           | 2024年3月13日                                  | エスタディオ・コルドバ                         |

### クラブ別優勝回数
| クラブ                   | 優勝回数 | 準優勝回数 | 優勝年           |
| ------------------------ | -------- | ---------- | ---------------- |
| リーベル・プレート       | 3        | 2          | 2017, 2019, 2023 |
| ボカ・ジュニアーズ       | 2        | 3          | 2018, 2022       |
| アルセナル               | 1        | 1          | 2012             |
| ベレス・サルスフィエルド | 1        | 0          | 2013             |
| ウラカン                 | 1        | 0          | 2014             |
| サン・ロレンソ           | 1        | 0          | 2015             |
| ラヌース                 | 1        | 0          | 2016             |
| ロサリオ・セントラル     | 0        | 1          |                  |
| ラシン・クラブ           | 0        | 1          |                  |
| パトロナート             | 0        | 1          |                  |
| エストゥディアンテス     | 0        | 1          |                  |